# NAVDAT
Le système NAVDAT (abréviation anglaise: Navigational Data) en essai depuis 2008 par la société française KENTA pour la transmission radioélectrique d’informations sur la sécurité maritime pour le compte de l'Union internationale des télécommunications . Le système NAVDAT a un débit de données plus élevé que Navtex. 

## Description
La méthode de transmission de NAVDAT  est basée sur la norme Digital Radio Mondiale (DRM) utilisant l'un des deux modes de modulation MAQ-16 et MAQ-64, en fonction de la couverture requise, de l'emplacement de l'émetteur, de la puissance et de la hauteur de l'antenne. Utilisé comme celui-ci OFDM, avec une largeur de bande occupée de 10 kHz . 

Les types de message prédéterminé à diffuser peuvent notamment être les suivants:
- Sécurité de la navigation ;
- Sécurité ;
- Piraterie ;
- Avis urgent aux navigateurs ;
- Glaces et iceberg ;
- Recherche et sauvetage ;
- Messages météorologiques ;
- Courants et marées ;
- Messages de pilotage ou des autorités portuaires ;
- Transfert de fichiers de service de trafic maritime ;
- Informations Système d'identification automatique.

Modes de diffusion :
- diffusion générale
 Les messages sont diffusés à l'intention de tous les navires ;
- diffusion sélective
 Les messages sont diffusés à l'intention d'un groupe de navires ou dans une zone de navigation spécifique ;
- message dédié
 Les messages sont adressés à un seul navire, au moyen de l'identité du service mobile maritime ;
- transfert de fichiers de types textes, graphiques, cartographies, images, données, etc.

## Le système NAVDAT 500 kHz
La bande de fréquence est comprise entre 495 kHz et 505 kHz en transmission de données à grande vitesse jusqu'à 18 kbit/s.
Le système NAVDAT n'est pas harmonisé mondialement. Le système est en essai.

## Le système NAVDAT HF
Fréquences pouvant être utilisées par le système NAVDAT HF
| Canal | Fréquence    | Puissance | Bande occupée           | Remarque |
| ----- | ------------ | --------- | ----------------------- | -------- |
| C 1   | 4 226 kHz    | < 5 kW    | 4 221 à 4 231 kHz       | en essai |
| C 2   | 6 337,5 kHz  | < 5 kW    | 6 332,5 à 6 342,5 kHz   | en essai |
| C 3   | 8 443 kHz    | < 10 kW   | 8 438 à 8 448 kHz       | en essai |
| C 4   | 12 663,5 kHz | < 10 kW   | 12 658,5 à 12 668,5 kHz | en essai |
| C 5   | 16 909,5 kHz | < 10 kW   | 16 904,5 à 16 914,5 kHz | en essai |
| C 6   | 22 450,5 kHz | < 10 kW   | 22 445,5 à 22 455,5 kHz | en essai |